# Independent Spirit Awards 2021
O 36º Independent Spirit Awards, apresentado pelo Film Independent premiou os melhores filmes de 2020. A organização também expandiu as categorias para homenagear os melhores programas de televisão pela primeira vez. Embora planejado inicialmente para ir ao ar em 24 de abril de 2021, a cerimônia foi mais tarde antecipada para 22 de abril de 2021.
As nomeações foram anunciadas em 26 de janeiro de 2021 por Laverne Cox, Barry Jenkins e Olivia Wilde.

## Vencedores e indicados

### Cinema
| Melhor Filme | Melhor Diretor |
| --- | --- |
| Nomadland - First Cow - Ma Rainey's Black Bottom - Minari - Never Rarely Sometimes Always | Chloé Zhao – Nomadland - Lee Isaac Chung – Minari - Emerald Fennell – Promising Young Woman - Eliza Hittman – Never Rarely Sometimes Always - Kelly Reichardt – First Cow |
| Melhor Ator | Melhor Atriz |
| Riz Ahmed – Sound of Metal como Ruben Stone - Chadwick Boseman – Ma Rainey's Black Bottom como Levee Green - Adarsh Gourav – The White Tiger como Balram Halwai - Rob Morgan – Bull como Abe - Steven Yeun – Minari como Jacob Yi | Carey Mulligan – Promising Young Woman como Cassandra "Cassie" Thomas - Nicole Beharie – Miss Juneteenth como Turquoise Jones - Viola Davis – Ma Rainey's Black Bottom como Ma Rainey - Sidney Flanigan – Never Rarely Sometimes Always como Autumn - Julia Garner – The Assistant como Jane - Frances McDormand – Nomadland como Fern |
| Melhor Ator Coadjuvante | Melhor Atriz Coadjuvante |
| Paul Raci – Sound of Metal como Joe - Colman Domingo – Ma Rainey's Black Bottom como Cutler - Orion Lee – First Cow como King-Lu - Glynn Turman – Ma Rainey's Black Bottom como Toledo - Benedict Wong – Nine Days como Kyo       | Youn Yuh-jung – Minari como Soon-ja - Alexis Chikaeze – Miss Juneteenth como Kai Jones - Han Ye-ri – Minari como Monica Yi - Valerie Mahaffey – French Exit como Madame Reynaud - Talia Ryder – Never Rarely Sometimes Always como Skylar                                                                                              |
| Melhor Roteiro | Melhor Roteiro de Estreia |
| Emerald Fennell – Promising Young Woman - Lee Isaac Chung – Minari - Eliza Hittman – Never Rarely Sometimes Always - Mike Makowsky – Bad Education - Alice Wu – The Half of It                                                    | Andy Siara – Palm Springs - Kitty Green – The Assistant - Noah Hutton – Lapsis - Channing Godfrey Peoples – Miss Juneteenth - James Sweeney – Straight Up |
| Melhor Filme de Estreia | Melhor Documentário |
| Sound of Metal - The 40-Year-Old Version - I Carry You with Me - Miss Juneteenth - Nine Days | Crip Camp - Collective - Dick Johnson Is Dead - Time - The Mole Agent |
| Melhor Fotografia | Melhor Edição |
| Joshua James Richards – Nomadland - Jay Keitel – She Dies Tomorrow - Shabier Kirchner – Bull - Michael Latham – The Assistant - Hélène Louvart – Never Rarely Sometimes Always                                                    | Chloé Zhao – Nomadland - Andy Canny – The Invisible Man - Scott Cummings – Never Rarely Sometimes Always - Merawi Gerima – Residue - Enat Sidi – I Carry You with Me |
| Melhor Filme Internacional | |
| Quo Vadis, Aida? () - Bacurau ( Brasil) - The Disciple ( Índia) - Night of the Kings ( Costa do Marfim) - Preparations to Be Together for an Unknown Period of Time ( Hungria)                                                    | |

### Filmes com múltiplas indicações
| Número de indicações | Filme                         |
| -------------------- | ----------------------------- |
| 7                    | Never Rarely Sometimes Always |
| 6                    | Minari                        |
| 5                    | Ma Rainey's Black Bottom      |
| 5                    | Nomadland                     |
| 4                    | Miss Juneteenth               |
| 3                    | The Assistant                 |
| 3                    | First Cow                     |
| 3                    | Promising Young Woman         |
| 3                    | Sound of Metal                |
| 2                    | Bull                          |
| 2                    | I Carry You With Me           |
| 2                    | Nine Days                     |

### Televisão
| Melhor Série Roteirizada | Melhor Série Não Roteirizada ou Documental |
| --- | --- |
| - I May Destroy You - Little America - Small Axe - A Teacher - Unorthodox | - Atlanta’s Missing and Murdered: The Lost Children - City So Real - Immigration Nation - Love Fraud - We're Here |
| Melhor Ator em Série Roteirizada | Melhor Atriz em Série Roteirizada |
| - Adam Ali – Little America como Zain - Nicco Annan – P-Valley como Uncle Clifford - Conphidance – Little America como Iwegbuna - Amit Rahav – Unorthodox como Yakov "Yanky" Shapiro - Harold Torres – ZeroZeroZero como Manuel Contreras | - Elle Fanning – The Great como Catherine the Great - Shira Haas – Unorthodox como Esther "Esty" Shapiro - Abby McEnany – Work in Progress como Abby - Maitreyi Ramakrishnan – Never Have I Ever como Devi Vishwakumar - Jordan Kristine Seamón – We Are Who We Are como Caitlin Poythress / Harper |
| Melhor Elenco | |
| - I May Destroy You – Michaela Coel, Weruche Opia e Paapa Essiedu | |

### Programas com múltiplas indicações
| Número de indicações | Series                    |
| -------------------- | ------------------------- |
| 3                    | Little America Unorthodox |